# Georg Thomalla
Pour les articles homonymes, voir Thomalla.
Georg Valentin Thomalla (né le 14 février 1915 à Kattowitz, mort le 25 août 1999 à Starnberg) est un acteur allemand.

## Biographie
Thomalla apprend d'abord le métier de cuisinier puis rejoint un théâtre ambulant comme acteur. Dans les années 1930, il joue dans les théâtres de Gelsenkirchen et de Gera puis trouve sa voie dans le théâtre de boulevard comme le Theater am Kurfürstendamm à Berlin. Pendant les mois d'été, il joue sur de petites scènes tels que le Waldbühne Heessen. Après quelques petits rôles pendant la Seconde Guerre mondiale, sa carrière au cinéma est plus forte après. Outre le théâtre, il est membre du Kabarett der Komiker de 1948 à 1956.
Chanteur également au début de sa carrière, il est candidat pour représenter l'Allemagne au Concours Eurovision de la chanson 1958.
Sa popularité s'accroît avec la télévision. Son émission Komische Geschichten mit Georg Thomalla de 1961 à 1971 est l'un des programmes les plus populaires du public allemand ; Ein Abend mit Georg Thomalla de 1982 à 1985 reprendra le même concept. Il a le rôle-titre de la série Unser Pauker diffusée par la ZDF.
Il fait aussi une carrière doubleur et est la voix allemande des acteurs hollywoodiens Jack Lemmon, Danny Kaye, Peter Sellers et Bob Hope. Jack Lemmon et Thomalla se rencontrent lors de la Berlinale 1996 durant laquelle l'acteur américain reçoit un Ours d'or pour l'ensemble de sa carrière et Thomalla fait son éloge.
Georg Thomalla a un temps une liaison avec l'actrice Germaine Damar. En 1957, il épouse Margit Mayrl, propriétaire d'une maison d'hôtes de Bad Gastein. Il passe les dernières années de sa vie entre Munich, Alicante et Bad Gastein. Intéressé par les questions religieuses et la philosophie orientale, il adhère au milieu des années 1980 à l'association internationale pour la conscience de Krishna. Il n'y a aucun lien entre Georg Thomalla et l'actrice Simone Thomalla, fille du décorateur Alfred Thomalla.

## Filmographie
Cinéma
- 1939 : Éveil
- 1940 : Der Kleinstadtpoet
- 1941 : L'Appel du devoir (Über alles in der Welt)
- 1941 : Jungens
- 1941 : Stukas
- 1942 : Vive la musique
- 1943 : Besatzung Dora
- 1944 : Ein schöner Tag
- 1944 : Nora
- 1944 : Herr Sanders lebt gefährlich
- 1944 : Der große Preis
- 1944 : Ein fröhliches Haus
- 1945 : Solistin Anna Alt
- 1946 : Peter Voss, der Millionendieb
- 1946 : Sag’ die Wahrheit
- 1947 : Herzkönig
- 1949 : Der große Fall
- 1949 : Das Tor zum Paradies
- 1949 : Man spielt nicht mit der Liebe
- 1949 : Um eine Nasenlänge
- 1950 : Drei Mädchen spinnen
- 1950 : Maharadjah malgré lui
- 1950 : Eine Nacht im Separe
- 1951 : Schwarze Augen
- 1951 : Königin einer Nacht
- 1951 : Fanfaren der Liebe
- 1952 : La Danse des étoiles
- 1952 : Mikosch rückt ein
- 1952 : Der keusche Lebemann
- 1952 : Der Fürst von Pappenheim
- 1952 : Meine Frau macht Dummheiten
- 1952 : Ein ganz großes Kind
- 1953 : Damenwahl
- 1953 : Bezauberndes Fräulein
- 1953 : Fanfaren der Ehe
- 1953 : Der Onkel aus Amerika
- 1954 : Fräulein vom Amt
- 1954 : Die sieben Kleider der Katrin
- 1954 : Victoria et son hussard
- 1954 : Sans toi je n'ai plus rien
- 1955 : Ciel sans étoile
- 1955 : Tant qu'il y aura des jolies filles
- 1956 : Ein Mann muß nicht immer schön sein
- 1956 : Musikparade
- 1956 : Meine Tante – deine Tante
- 1957 : Junger Mann, der alles kann
- 1957 : Tante Wanda aus Uganda
- 1957 : Viktor und Viktoria
- 1957 : Das Glück liegt auf der Straße
- 1957 : Ein Stück vom Himmel
- 1958 : Un môme sur les bras
- 1958 : Die Sklavenkarawane
- 1958 : Ooh … diese Ferien
- 1958 : Mademoiselle Scampolo
- 1959 : Paprika
- 1959 : Le Lion de Babylone (Der Löwe von Babylon) de Johannes Kai
- 1959 : Ne me laissez jamais seule un dimanche
- 1960 : Das Spukschloß im Spessart
- 1960 : Juanito
- 1961 : Bei Pichler stimmt die Kasse nicht
- 1961 : Ramona
- 1961 : Le Rêve de Mademoiselle Tout-le-monde
- 1961 : Adieu, Lebewohl, Goodbye
- 1962 : Christelle et l'empereur
- 1962 : Schneewittchen und die sieben Gaukler
- 1962 : Le Bandit et la Princesse (...und ewig knallen die Räuber)
- 1962 : L'Oiseleur
- 1963 : Mit besten Empfehlungen
- 1964 : Erzähl mir nichts
- 1964 : Lausbubengeschichten
- 1965 : Ich suche einen Mann
- 1967 : Wenn Ludwig ins Manöver zieht
- 1968 : Die Lümmel von der ersten Bank : Zur Hölle mit den Paukern
- 1968 : Immer Ärger mit den Paukern
- 1969 : Unser Doktor ist der Beste
- 1969 : Au secours j'aime des jumelles ! (de)
- 1969 : Herzblatt oder Wie sag ich’s meiner Tochter?
- 1970 : Hurra, unsere Eltern sind nicht da
- 1970 : Nachbarn sind zum Ärgern da
- 1970 : Quand les profs s'envolent
- 1971 : Hochwürden drückt ein Auge zu
- 1971 : Verliebte Ferien in Tirol
- 1971 : Il y a toujours un fou
- 1971 : Hurra, wir sind mal wieder Junggesellen!
- 1972 : Mensch ärgere dich nicht
- 1972 : Immer Ärger mit Hochwürden
- 1972 : Meine Tochter – Deine Tochter
- 1972 : Kinderarzt Dr. Fröhlich
- 1973 : Wenn jeder Tag ein Sonntag wär
- 1973 : Crazy – total verrückt
- 1974 : Auch ich war nur ein mittelmäßiger Schüler
- 1978 : Der Tiefstapler
- 1979 : Schimpo, was macht ein Aff’ in Afrika
- 1996 : Lilien in der Bank

Télévision
- 1965–1966 : Unser Pauker
- 1985 : Ein Mann ist soeben erschossen worden
- 1985 : Polizeiinspektion 1: Der Schatten
- 1988 : Meister Eder und sein Pumuckl (de) : Eders Weihnachtsgeschenk
- 1989 : Der Tüftler
- 1990 : Das Geld liegt auf der Bank
- 1990 : Ein Schloß am Wörthersee : Ein Dinner für zwei
- 1993 : Das Traumschiff : Indien und Malediven

## Source de la traduction
- (de) Cet article est partiellement ou en totalité issu de l’article de Wikipédia en allemand intitulé « Georg Thomalla » (voir la liste des auteurs).